# Молетай
Молетай (лит. Molėtai) — місто в Литві, розташоване за 60 км на північ від Вільнюса. Населення — 6,9 тис. чоловік (2008).
В 1941 році тут було розстріляно до двох тисяч євреїв, вісімдесят відсотків населення. Більш ніж дві третини жителів містечка зникли за кілька годин і були зариті в загальній ямі. Керували вбивством німецькі нацисти. Стріляли місцеві литовці.

## Уродженці
- Марюс Івашкавічус (* 1973) — литовський прозаїк, драматург, кіносценарист, режисер.
- Роландас Казлас (* 1969) — литовський актор театру і кіно та театральний режисер.
- Валентінас Мазуроніс (* 1953) — литовський політик і архітектор.